# Réforme fiscale américaine de 2017
La loi sur la réforme fiscale américaine de 2017 (en anglais : Cuts and Jobs Act) a été adoptée par le 115e congrès des États-Unis et promulguée par le président Donald Trump le 22 décembre 2017.
Sa mesure phare a été la baisse du taux de l'impôt sur les sociétés de 35 % à 21 %. Cette loi avait pour objectif de stimuler la croissance et la création d'emploi aux États-Unis.